# Anton und Antonia Viehböck
Das Ehepaar Anton (* 21. September 1909 in Ernsthofen; † 7. April 1973 in Innsbruck) und Antonia „Toni“ Viehböck (* 27. April 1904 in Schwaz; † 15. Juli 1997 in Vomp) rettete den Juden David Ballhorn (* 1892) vor dem Holocaust, indem sie ihn in ihrer Wohnung von 1943 bis zum Kriegsende 1945 versteckten.
Die Familie Viehböck lebte mit zwei Kindern in Innsbruck. David Ballhorn hielt sich seit 1942 in verschiedenen Verstecken – erst in Berlin, dann in München – auf, um der Deportation in ein Konzentrationslager zu entgehen. Auf der Suche nach einem Helfer, der ihm bei der Flucht in die Schweiz behilflich sein konnte, machte ihn in München ein Weinhändler mit Anton Viehböck bekannt. Obwohl Viehböck Ballhorn vorher nie gesehen hatte, nahm er ihn mit nach Innsbruck. Da der weitere Weg zur Schweizer Grenze aufgrund der zahlreichen Polizeipatrouillen zu gefährlich erschien, versteckte das Ehepaar Viehböck den Mann ab Oktober 1943 bis zum Kriegsende und der Befreiung Österreichs 1945 in einem Schutzraum ihres Hauses in der Brennerstraße 3 a und versorgte ihn mit allem Lebensnotwendigen.
1978 ehrte die israelische Holocaustgedenkstätte Yad Vashem Antonia und Anton Viehböck mit der Ehrenmedaille der „Gerechten unter den Völkern“.